# St. Margareth (Lana)

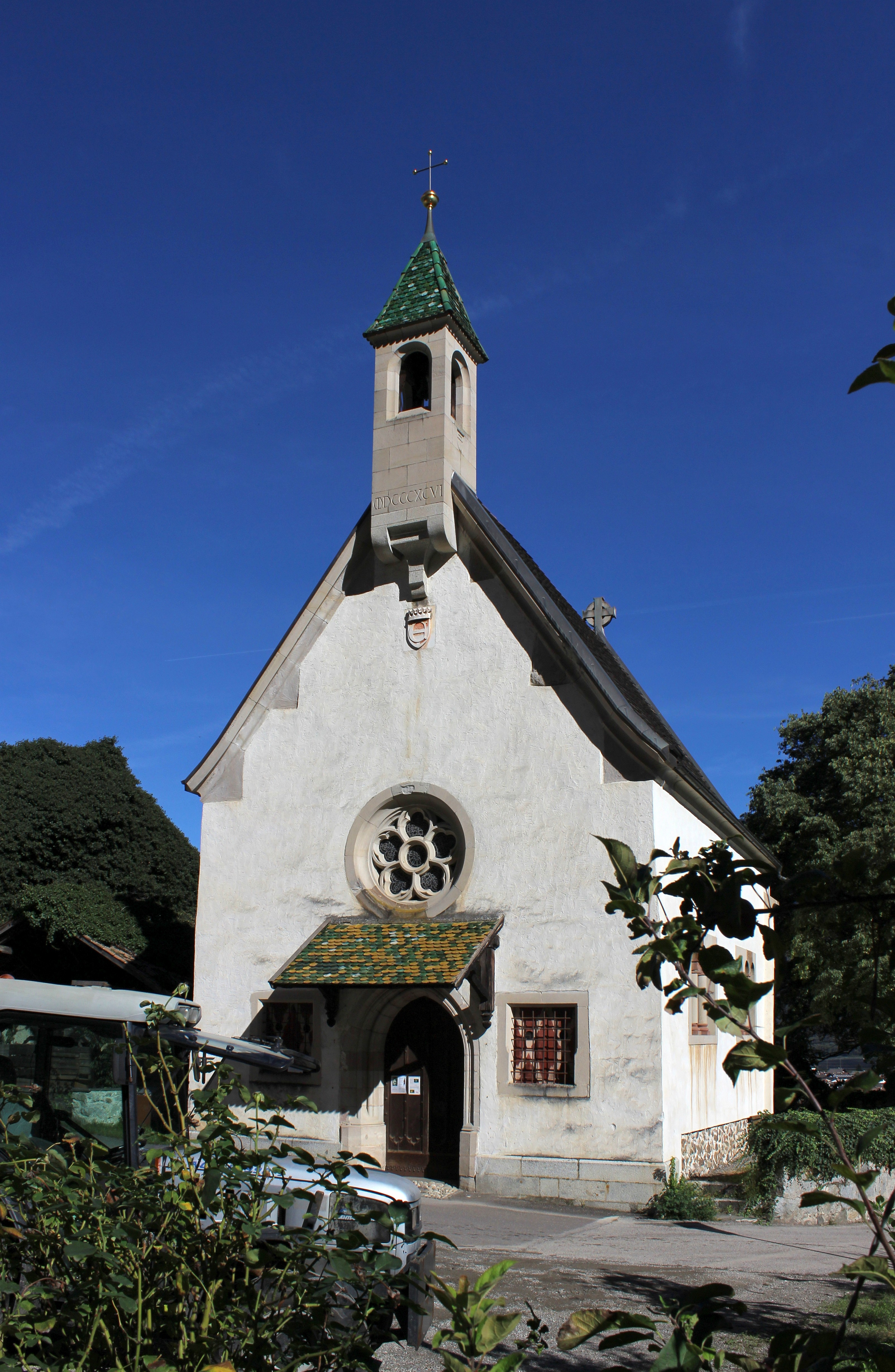
St. Margareth

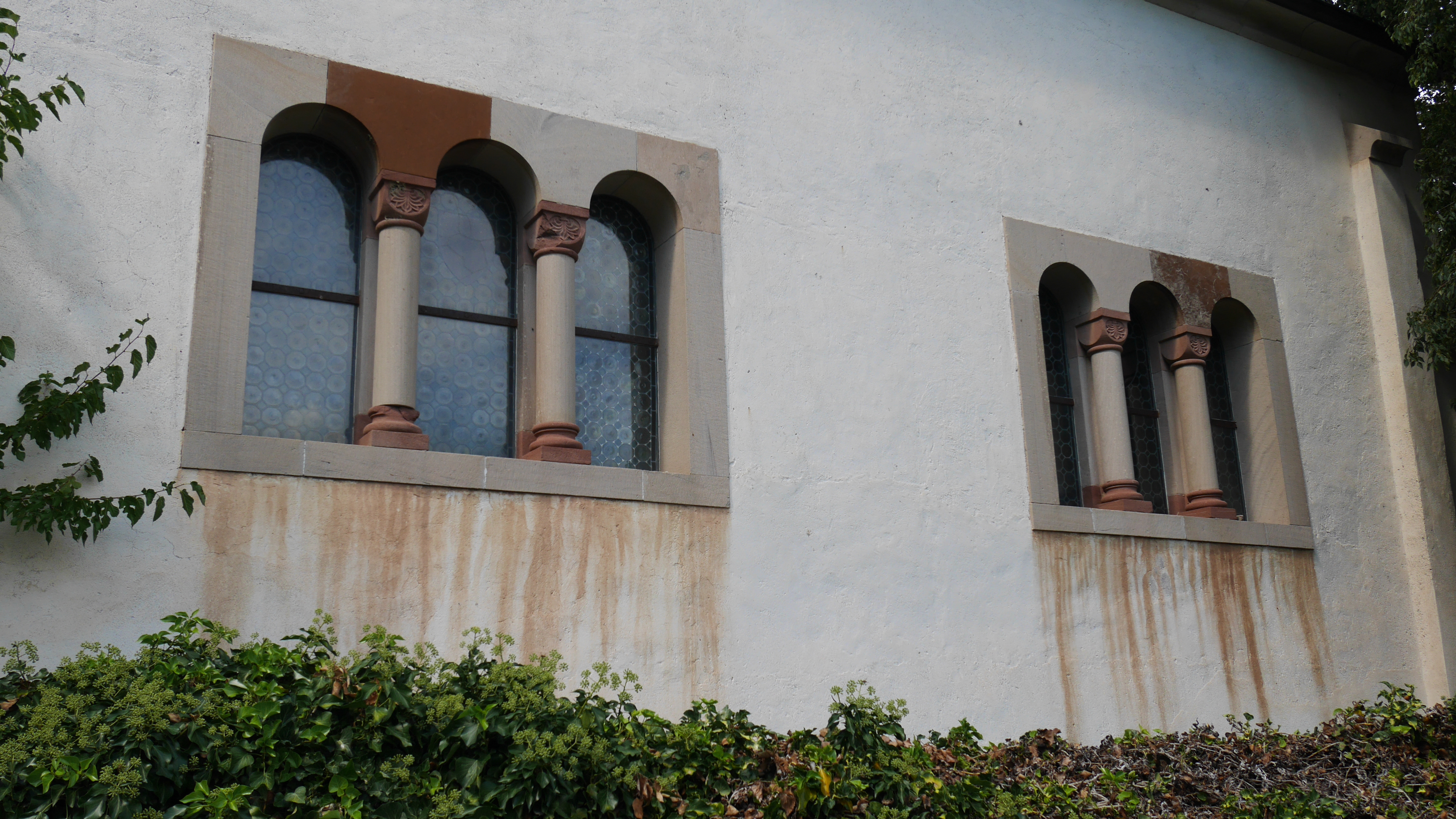
Seitliche Rundbogenfenster

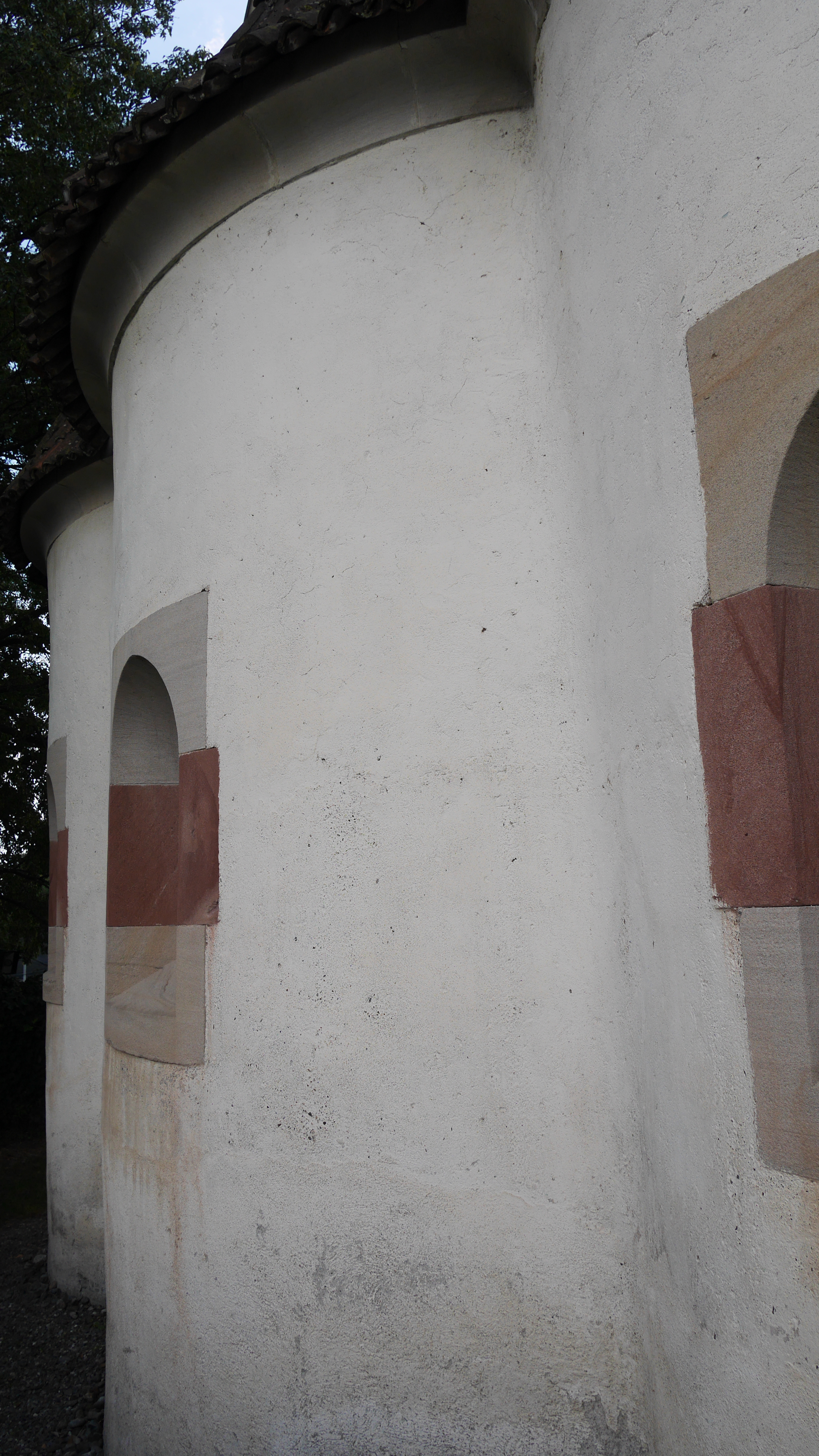
Apsiden

Die Kirche St. Margareth ist eine Dreiapsidenkirche oberhalb von Mitterlana in Südtirol. Mit ihrem umfangreichen Freskenzyklus gehört die Kirche zu den bedeutendsten Zeugnissen der Frühromanik Südtirols.

## Geschichte
Die im Pfarrbezirk Lana gelegene Filialkirche datiert auf das ausgehende 10. Jahrhundert. Der Legende nach geht sie auf eine Stiftung der byzantinischen Kaiserin Theophanu, der Gemahlin von Kaiser Otto II., zurück. Demnach soll sich bei einer Durchreise Theophanus an dem Platz vom Wagen ein Rad gelöst haben. Da es zu keinem größeren Unfall kam, gelobte die Unverletzte an der Stelle eine Kapelle zu errichten. Als Reichsgut gelangte die Kirche Ende des 12. Jahrhunderts von den Welfen an die Staufer. Laut Urkunde vom 15. Februar 1215 schenkte Kaiser Friedrich II. die Kapelle mit dem Patronatsrecht dem Deutschen Orden. Am 20. Oktober 1257 bestätigte Papst Alexander IV. diese Schenkung. Am 3. Februar 1365 verlieh der Provinzial des Deutschen Ordens im Gebirge Egno Graf von Tanburgen dem Konrad Mesner u. a. Zehent der St. Margarethen-Kapelle. Des Weiteren wird die Kirche 1452 in einem Ablassbrief erwähnt. In gotischer Zeit erfolgte eine Erneuerung der Fassade. 1667 wurde der Kirche ein Altar gestiftet, worüber folgende Inschrift Aufschluss gibt:

„Sub auspicio Suae Excellentiae Illustrissimi et Reverendissimi Dni. Dni. Joannis Jacobi Comitis a Thumn inclyti Ordinis Teutonici equitis ejusdemque ordinis Balliae ad Athe sim commendatoris provincialis Suac Caesareae Maje
statis superioris Austriae consiliarij intimi actualis et camerary ego Stephanus Pichler supradicti Ordinis professus ejusdemque capitularis et Parochiae Lanensis rector ad honorem Dei deiparaeque Virginis Magnae Matris Mariae S. Annae hane aram erexi pro Beneficijs acceptis gratias agendo et ulteriora Beneficia petendo. Fiat exinde cor meum immaculatum in justificationibus ut
non confundar in acternum. 1667.“

Im 17. Jahrhundert kam ein Tonnengewölbe hinzu, das seit dem 19. Jahrhundert durch eine eingezogene hölzerne Flachdecke verdeckt wird. Nach der Auflösung der Ballei Bozen 1809, fiel die Kirche in bäuerlichen Besitz. Auf Initiative des damaligen Hochmeisters des Deutschen Ordens, Erzherzog Eugen von Österreich wurde die Kirche 1898 historisierend renoviert und die Fresken im Inneren freigelegt. In den Jahren 1969 und 1982 erfolgte eine erneute Restaurierung. Seit dem 3. August 1979 steht die Kirche in der staatlichen Liste der Baudenkmäler.

## Beschreibung
Durch ihren ursprünglichen Grundriss hat die Kirche Ähnlichkeiten mit der Kirche St. Peter in Mistail in Graubünden und weist sie als karolingische Saalkirche aus. Vom frühromanischen Vorgängerbau sind heute noch die drei Rundapsiden erhalten. Der umfangreiche romanische Freskenzyklus im Kircheninnenraum stammt aus dem Anfang des 13. Jahrhunderts und gehört zu den bedeutendsten Zeugnissen frühromanischer Wandmalerei Südtirols. Zur weiteren Ausstattung gehören ein spätromanisches Kreuz und ein frühbarocker Altar der Heiligen Anna von 1687, der wohl ursprünglich aus der Widum-Kapelle St. Anna stammte. Die Gedenkinschriften lauten:

„IM JAHR 1215 AM 15. TAG FEBRVARIJ HAT DER ROMISCH KAISER AVCH ZVE SICILIEN KOENIG HERR FRIEDRICH DER ANDER VON HOHENSTAVFEN DEM MARIANISCHEN DEVTSCHEN RITTER-ORDEN DIE ZWEEN GOTTSHAVSER V. L FRAW ZVE SCHLANDERS VND SANCT MARGARETIH ZVE LANA AVF EWIG ZEIT ZVE EIGEN GEBEN."
HERR EVGEN ERTZHERTZOG VON OESTERREICH KOENIGKLICHER PRINTZ VON HUNGARN VND BEHEIM AVCH DES MARIANISCHEN DEVTSCHEN RITTER-ORDENS MEISTER HAT ZVE GOTTES LOB EHR VND PREISS DIESE KAPELLEN ZVE SANCT MARGARETH AVES NEWE RICHTEN LASSEN ANNO DOMINI 1898.“